# Чактун
Чактун (исп. Chaktún, «красный (или большой) камень») — один из политических и культурных центров цивилизации майя, находящийся на полуострове Юкатан, на территории мексиканского штата Кампече.

## Описание
Чактун расположен в юго-восточной части мексиканского штата Кампече в непроходимой сельве. Находится в 25 километрах от города Шпухиль (исп. Xpujil). На территории площадью более 22 гектаров проживало 20-30 тысяч человек.
Археологи обнаружили здесь две площадки для ритуальных игр в мяч, 15 пирамид высотой до 23 метров, различные здания дворцового типа, рыночные площади, жилые дома.
Одними из важнейших находок в городе являются алтарные места и девятнадцать больших стел с рельефами и иероглифическими надписями.

## Название
Название города придумано археологами и своим происхождением обязано надписи на одной из найденной на территории поселения стел, в которой упоминается «красный (или большой) камень». Стела была заложена предположительно в 751 году правителем Кинич Балам.

## Архитектура
Архитектурные строения сходны с сооружениями в крупном городе майя Рио-Беке. К основным особенностям архитектурного стиля Чактуна относится наличие высоких башен по краям храмовых комплексов, внутри которых отсутствуют помещения, а ступени снаружи храмов, лишь имитируют лестницы.

## История
Группа, возглавляемая словенским археологом Иваном Шпрайцем, обнаружила город в июне 2013 года с помощью аэрофотоснимков 15-летней давности и последующего моделирования рельефа местности.
Предположительно Чактун достиг своего расцвета в 600—900 годах нашей эры. Основной период его существования относится к позднеклассической эпохе майя. Приблизительно к 1000 году население покинуло город.